# .pm
.pm là tên miền quốc gia cấp cao nhất (ccTLD) của Saint-Pierre và Miquelon. Tên miền cấp cao nhất do AFNIC (Cơ quan đăng ký của Pháp) nhưng dịch vụ đăng ký hiện đã ngưng hoạt động.